# Григоровка (Солонянский район)
Григоровка (укр. Григорівка) — село,
Мопровский сельский совет,
Солонянский район,
Днепропетровская область,
Украина.
Код КОАТУУ — 1225083803. Население по переписи 2001 года составляло 328 человек .

## Географическое положение
Село Григоровка находится на одном из истоков реки Тритузная.
На расстоянии в 2 км расположено село Тракторное.
Река в этом месте пересыхает, на ней сделано несколько запруд.
Рядом проходит автомобильная дорога Т-0809.

## Достопримечательности
- Вблизи села расположен Краснокутский курган[2].